# Anlage 4101, Mast 93

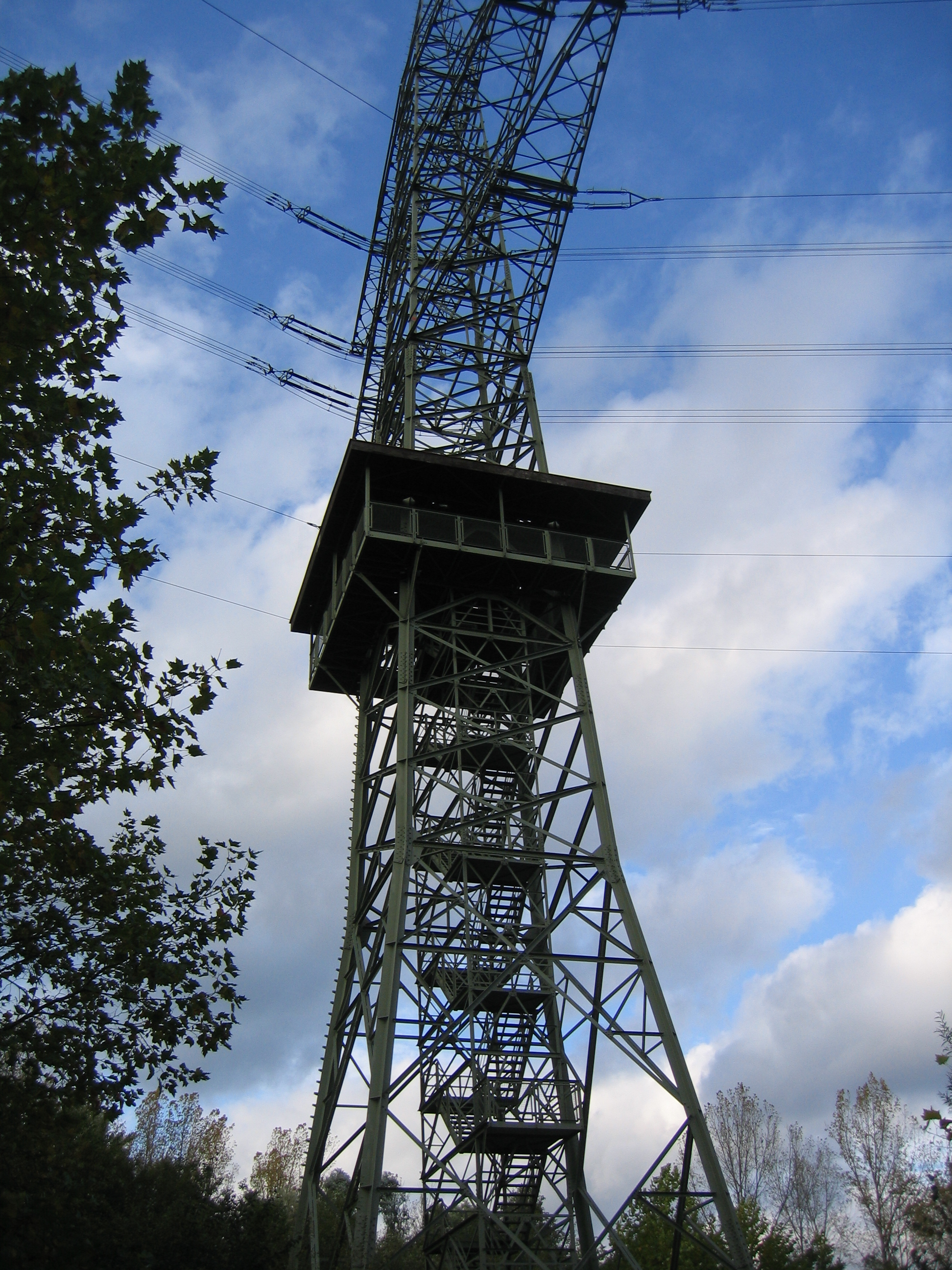
Der Mast 93 der Anlage 4101 mit Aussichtsplattform im Jahr 2005

Der Mast 93 an der Freileitung Bl. 4101 ist ein 74,84 Meter hoher Abspannmast nördlich des Bleibtreusees, der 1975 durch das RWE für vier 380-kV-Stromkreise errichtet wurde. Er trägt seit seinem Bau zwei 380-kV-Stromkreise, die von der Umspannanlage Oberzier zum Umspannwerk Sechtem führen, auf der untersten Traverse zusätzlich seit 2002 die beiden Stromkreise der Bahnstromverbindung Köln–Sindorf.
1977 wurde in dem Mast in 27 Metern Höhe eine über eine Treppe erreichbare, überdachte Aussichtsplattform installiert und der Öffentlichkeit übergeben. Sie dürfte die einzige je auf einem Freileitungsmast installierte Aussichtsplattform der Welt gewesen sein. 2010 wurde diese Aussichtskanzel demontiert, weil es immer wieder zu Vandalismus kam, in dessen Zuge sogar für die Statik wichtige Schrauben entfernt wurden.
Heute erinnert an diese Aussichtskanzel nur noch eine Betonplatte zwischen den Mastfüßen und eine Fachwerkstruktur in Form eines umgekehrten „V“ im Mastkörper in Höhe der einstigen Aussichtsplattform. Außerdem kann man einige Graffiti an den Stahlträgern im Bereich der einstigen Aussichtsplattform erkennen.

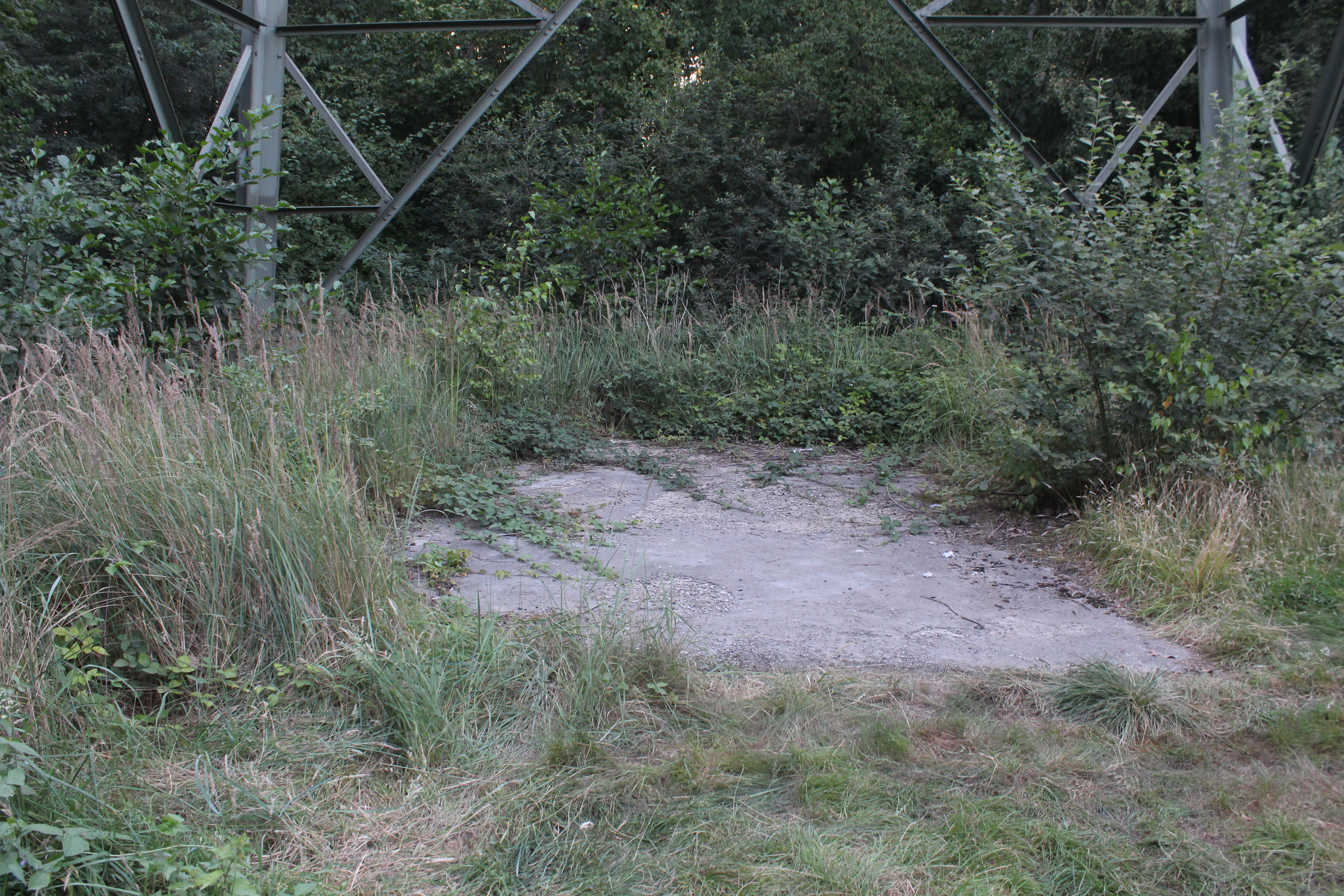
Betonplatte zwischen den Mastfüßen, auf der einst das Gerüst mit dem Treppenaufgang zur Aussichtsplattform stand

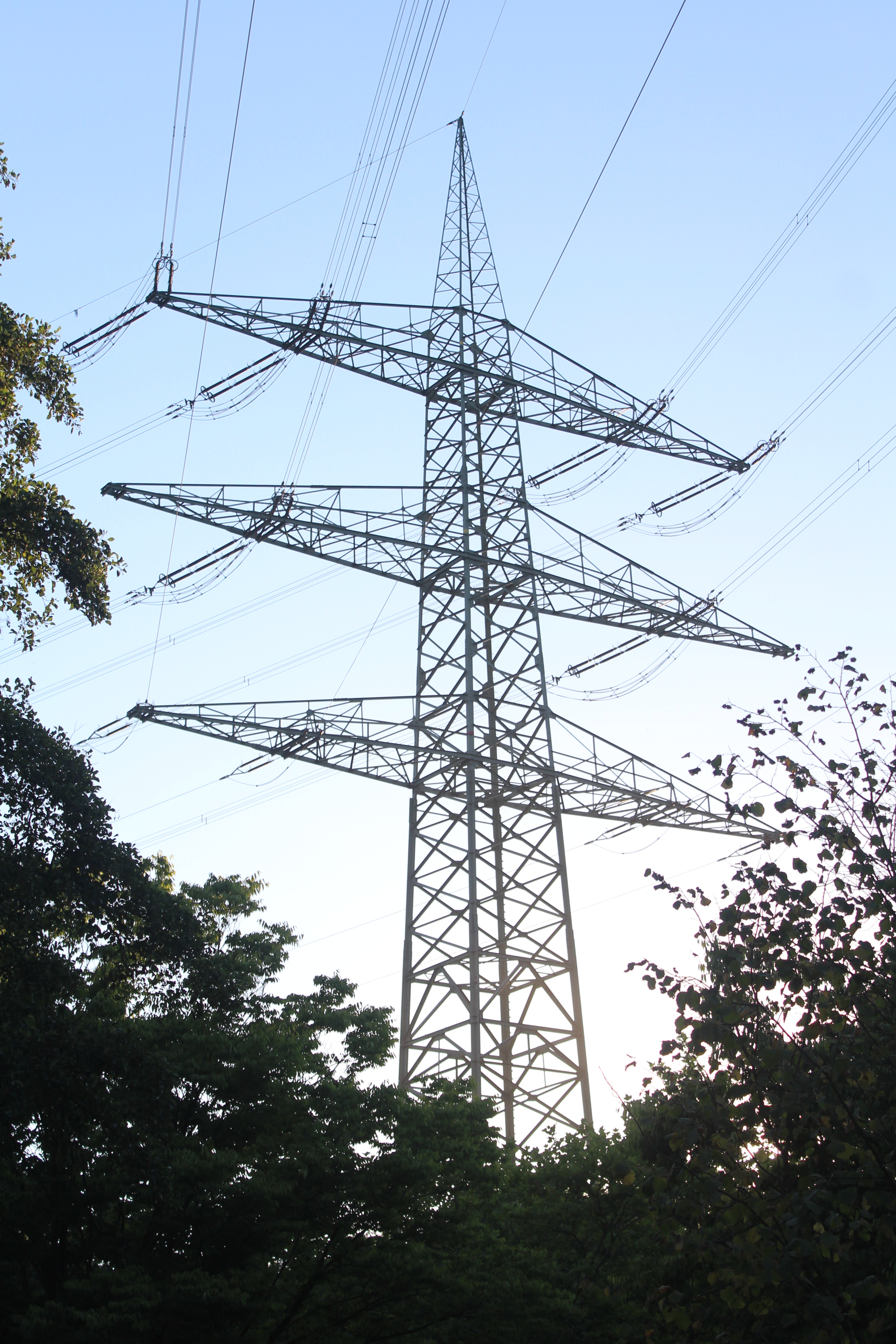
Spitze des Mastes 93 der Anlage 4101 mit Fachwerkstruktur in Form eines umgekehrten V im Mastkörper. An dieser Stelle befand sich die Aussichtsplattform

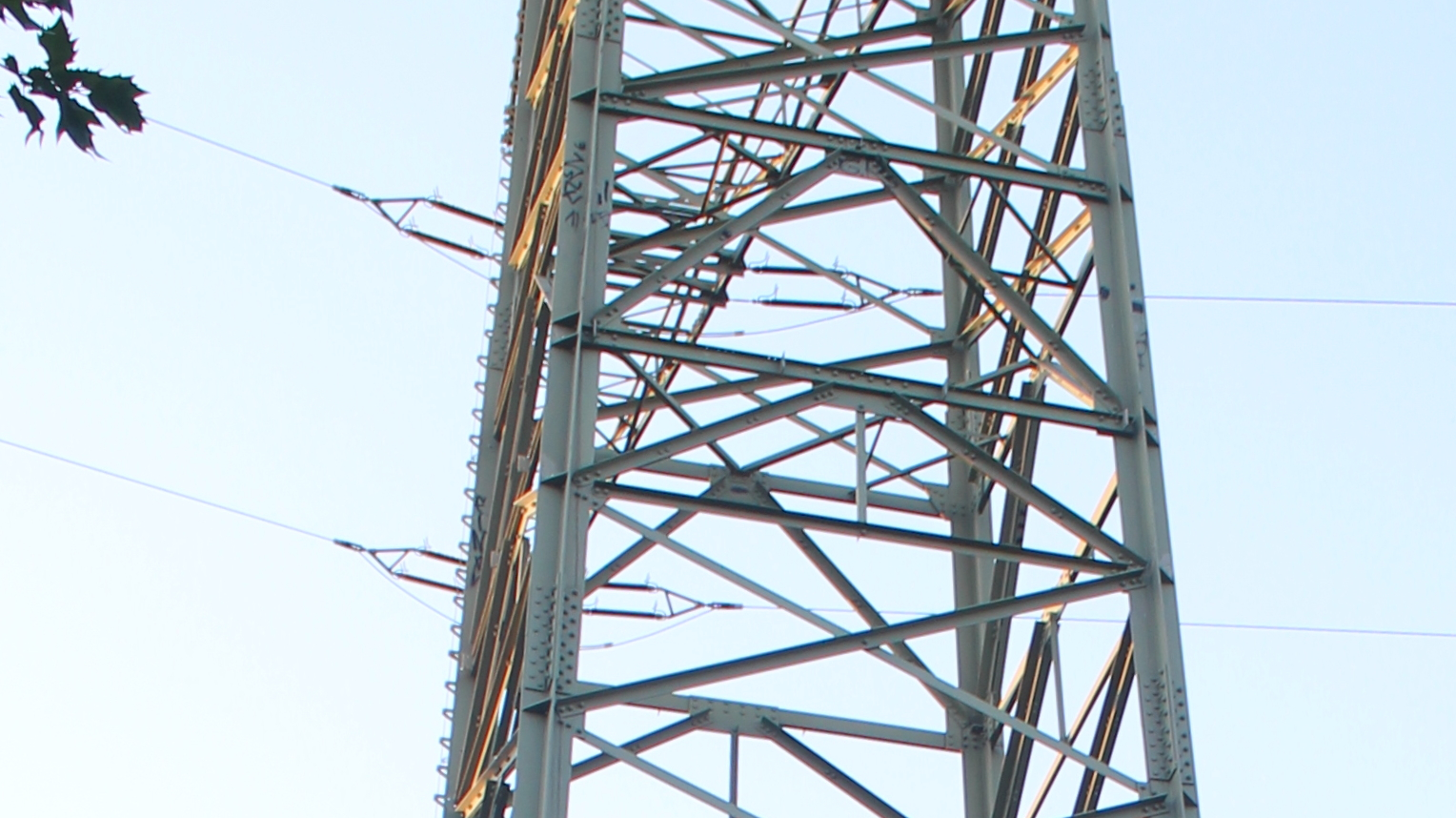
Bereich des Mastes, an dem sich einst die überdachte Aussichtsplattform befand. Man erkennt deutlich einige Graffiti in diesem Bereich